# Philip Klebanoff
Philip S. Klebanoff, né le 21 juillet 1918 à New York et mort le 2 mai 1992, est un physicien américain qui s'est illustré dans le domaine de la mécanique des fluides, particulièrement dans les problèmes liés à la transition laminaire-turbulent dans la couche limite.

## Biographie
Philip Klebanoff obtient un Bachelor of Science au Brooklyn College à New York en 1939 puis étudie à l'université George-Washington de 1942 à 1945. Il entre en 1941 au National Bureau of Standards à Gaithersburg, organisme dans lequel il effectuera toute sa carrière, gravissant tous les échelons : aide-assistant (1941-1943), physicien junior (1942-1944), physicien (1944-1957), ingénieur de recherche aéronautique (1957-1961), physicien (1961-1969), chef de la section aérodynamique (1969-1975), chef de la section mécanique des fluides (1975-1978), Scientifique principal (Senior Scientist) (1978-1983). Il continue à travailler après sa retraite au NBA comme consultant et scientifique invité.
Il est connu pour ses travaux expérimentaux sur la couche limite, en particulier sur la transition laminaire-turbulent pour laquelle il met en évidence les perturbations qui ont été nommées modes de Klebanoff,.

## Distinctions
- Membre de l'United States National Committee on Theoretical and Applied Mechanics (affilié à l'IUTAM) (1970 – 1974) ;
- Membre du Boundary Layer Transitions Group, Naval Sea Systems Command (en), United States Navy (1970 – 1982) ;
- Membre de l'Hydromechanics Committee, Naval Sea Systems Command (1974 – 1981) ;
- Prix de dynamique des fluides, American Physical Society (1981).